# Mixodectes
Il mixodecte (gen. Mixodectes) è un mammifero estinto, forse appartenente ai dermotteri. Visse nel Paleocene medio e superiore (circa 63 - 57 milioni di anni fa) e i suoi resti fossili sono stati ritrovati in Nordamerica.

## Descrizione
Noto solo per frammenti di mandibole e denti, questo animale è poco conosciuto benché spesso citato nelle pubblicazioni scientifiche. Era caratterizzato da un incisivo inferiore di grosse dimensioni, spatolato e leggermente sporgente. Il canino inferiore era più grande dei primi due premolari. Il terzo premolare inferiore era dotato di due radici e di un tallone posteriore abbastanza sviluppato. Il quarto premolare inferiore era particolarmente specializzato, molto più grande dei denti precedenti, con una cuspide principale alta e robusta, seguita da un tallone posteriore. I molari erano bassi, bunodonti, con un trigonide poco elevato e dotato di bassi cuspidi interne; il paraconide era poco sviluppato. La mandibola era spessa nella regione della sinfisi, corta e robusta. Il margine inferiore della mandibola era pressoché rettilineo.

## Classificazione
Mixodectes è il genere eponimo dei mixodectidi (Mixodectidae), una famiglia di placentati paleocenici avvicinati di volta in volta ai plesiadapiformi, agli insettivori e ai primati, ma forse imparentati o appartenenti ai dermotteri. 
Mixodectes venne descritto per la prima volta nel 1883 da Edward Drinker Cope, sulla base di resti fossili rinvenuti nel Nuovo Messico in terreni del Paleocene medio; la specie tipo è Mixodectes pungens, ma è nota anche M. molaris, descritta da Cope l'anno seguente e proveniente da varie località del Nuovo Messico, del Wyoming e del Texas.